# Participación electoral

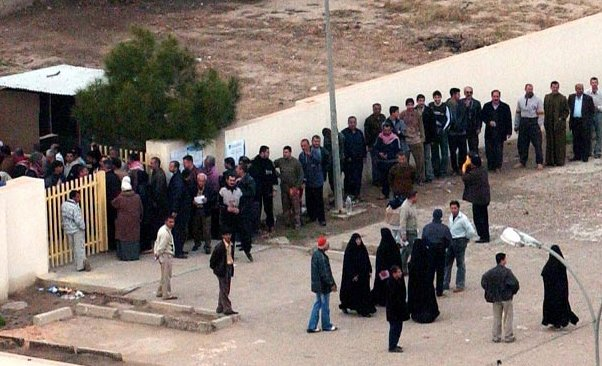
Votantes haciendo cola en el exterior de un colegio electoral de Bagdad durante las elecciones iraquíes de 2005. La participación fue elevada a pesar de la amenaza de violencia.

Se entiende por participación electoral a dos fenómenos muy relacionados entre sí:
- La forma más frecuente de participación política, que se manifiesta en los procesos de elecciones.
- El nivel de participación en un proceso electoral determinado (voter turnout).

Para calcular la participación de unas elecciones se suele utilizar la siguiente fórmula:
{\displaystyle P={\frac {N{\acute {u}}mero\ de\ votos}{n{\acute {u}}mero\ de\ votantes}}\times {100}}%
El número de votantes puede referirse tanto al número de electores registrado como al número de personas en edad de votar.
Tras varias décadas de incremento, se ha producido una tendencia decreciente del porcentaje de participación en las democracias más consolidadas desde la década de 1960. En general, la baja participación puede deberse al desencanto, la apatía o la satisfacción. A menudo se considera que la baja participación no es deseable y se ha producido un amplio debate respecto de los factores que afectan a la participación y sobre cómo incrementarla. A pesar de la significativa cantidad de estudios sobre el asunto, los estudiosos están divididos en cuanto a las razones del declive. Su causa se ha atribuido a una amplia gama de factores económicos, demográficos, culturales, tecnológicos e institucionales.
Diferentes países muestran diferentes niveles de participación electoral. Por ejemplo, en los Estados Unidos, aproximadamente el 70% de la población capacitada se registra para votar, lo cual puede ser un factor importante para explicar la baja participación, que en las últimas décadas apenas ha llegado al 50% en elecciones presidenciales. Sin embargo, en 2004, la participación en las elecciones presidenciales llegó al 56,70% de los ciudadanos estadounidenses mayores de edad. Por otra parte, en Australia, donde el voto es obligatorio, y en Malta, la participación alcanza el 95%. Se cree que estas diferencias se deben a una combinación de factores culturales e institucionales.

## Razones para no votar
En cualquier elección de gran tamaño, la probabilidad de que un solo voto afecte al resultado final es muy baja; determinados votos, en un sistema electoral como el del Colegio Electoral en los Estados Unidos tienen incluso una probabilidad menor aun de ser decisivos en el resultado final. Esto causa un problema a la perspectiva de la teoría de la elección racional, ya que parece que racionalmente un individuo debería no votar. Los estudios de teoría de juegos que toman en consideración la capacidad de los votantes para interactuar han demostrado también que la participación en elecciones de gran tamaño debería ser cero.
La fórmula básica para determinar si alguien votará es la siguiente:
{\displaystyle PB+D>C}
En esta fórmula, P es la probabilidad de que el voto de un individuo afecte al resultado de una elección y B es el beneficio personal que ese individuo percibe si se produce la elección de su candidato o partido político. D originalmente significaba democracia o civismo, pero hoy en día representa cualquier gratificación social o personal que el individuo obtiene de votar. Por último, C es el tiempo, esfuerzo y coste financiero que implica el acto de votar. Dado que P es prácticamente cero en la mayor parte de las elecciones, PB es también casi cero, y en consecuencia D es el elemento más importante que motiva a la gente a votar. Para que una persona vote, estos factores deben ser de más peso que C. 
Riker y Ordeshook desarrollaron la comprensión moderna de D. Hicieron una lista con las cinco principales formas de gratificación que la gente obtiene de votar: cumplir con la obligación social de votar, afirmar su lealtad al sistema político, afirmar su preferencia por un bando (también conocida como voto expresivo, o votar por un candidato para expresar apoyo, no para conseguir un resultado), afirmar la propia importancia para con el sistema política y, para aquellos que encuentran la política interesante y entretenida, investigación y toma de decisión. Otros politólogos han añadido posteriormente otras motivaciones y cuestionado algunas de las suposiciones de Riker y Ordeshook. Todos estos conceptos son inherentemente imprecisos, lo que hace difícil descubrir exactamente por qué la gente prefiere votar.
Recientemente, algunos estudiosos han considerado la posibilidad de que B abarque no solo un interés personal en el resultado, sino también preocupación por el bienestar de otros en la sociedad (o al menos por otros miembros del propio grupo o partido preferido).En particular, los experimentos en los que se ha medido el altruismo utilizando el juego del dictador mostraron que el interés por el bienestar de otros es un factor importante para predecir la participación electoral.Esta motivación es distinta de D, ya que los votantes deben pensar en el beneficio de otros que depende del resultado de la elección y no en el acto de votar y en sí mismos.
Otras razones por las que las personas no salen a votar es fundamentada en el pensamiento de que todos los políticos participan en actos de corrupción política y no hacen nada para mejorar la situación o para el desarrollo de la nación. Dependiendo del país, esta tendencia de pensamiento puede ser mayor o menor, como lo muestra un estudio del Global Trustworthiness Monitor. Las regiones donde se tiene menos confianza en el gobierno son América Latina y Europa del Este, mientras que las regiones que más confianza poseen son Europa Occidental, Estados Unidos, Canadá y algunos países asiáticos.

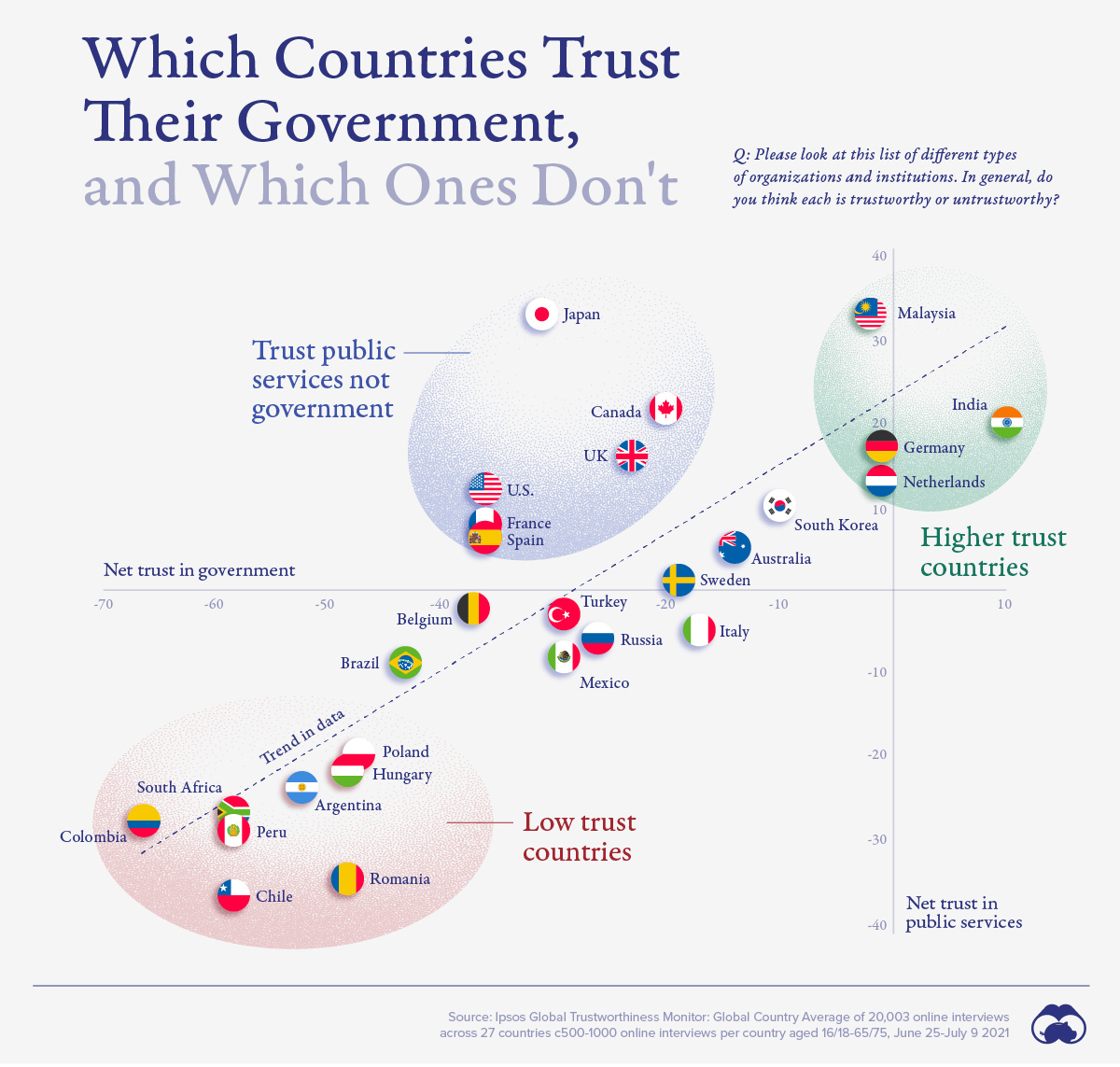
Gráfica de la credibilidad de gobiernos en algunos países.

## Diferencias entre países
| País | # de elecciones | Participación |
| --- | --------------- | ------------- |
| Australia* | 14              | 95%           |
| Malta | 6               | 94%           |
| Austria | 9               | 92%           |
| Bélgica* | 12              | 91%           |
| Italia | 9               | 90%           |
| Luxemburgo* | 7               | 90%           |
| Islandia | 10              | 89%           |
| Nueva Zelanda | 12              | 88%           |
| Dinamarca | 14              | 87%           |
| Alemania | 9               | 86%           |
| Suecia | 14              | 86%           |
| Grecia* | 10              | 86%           |
| Venezuela | 7               | 85%           |
| República Checa | 2               | 85%           |
| Brasil* | 9               | 83%           |
| Países Bajos*** | 7               | 83%           |
| Costa Rica | 8               | 81%           |
| Noruega | 9               | 81%           |
| Rumania | 2               | 81%           |
| Bulgaria | 2               | 80%           |
| Israel | 9               | 80%           |
| Portugal | 9               | 79%           |
| Finlandia | 10              | 78%           |
| Canadá | 11              | 76%           |
| Francia | 9               | 76%           |
| Reino Unido | 9               | 76%           |
| Irlanda | 11              | 74%           |
| España | 6               | 73%           |
| Japón | 12              | 71%           |
| Estonia | 2               | 69%           |
| Hungría | 2               | 66%           |
| Rusia | 2               | 61%           |
| India | 6               | 58%           |
| Estados Unidos**** | 9               | 54%           |
| Suiza | 8               | 54%           |
| Polonia | 2               | 51%           |
| *Países con voto obligatorio |                 |               |
| **Voto obligatorio desde |                 |               |
| ***No incluye elecciones anteriores a 1968, en las que el voto era obligatorio |                 |               |
| ****Incluye solo las elecciones al Congreso celebradas en el mismo año que las presidenciales. La participación electoral para las elecciones intermedias es entre 10 y 15 puntos más baja que en las elecciones generales que las han precedido . |                 |               |
| Datos de Mark N. Franklin "Electoral Participation", en Controversies in Voting Behavior (2001). Incluye solo elecciones "libres" |                 |               |

La participación electoral varía considerablemente de un país a otro. Tiende a ser menor en los Estados Unidos y Asia que en la mayor parte de Europa, Canadá y Oceanía.
El promedio de participación electoral desde 1945 en Europa Occidental es del 77%, en los EE. UU. cercano al 50% y en América Latina del 54%.
En Sudamérica la participación promedio es baja, pero presenta una gran variación de un país a otro y de una época a otra.  
Las diferencias entre países tienden a ser mayores que las diferencias entre clases sociales, grupos étnicos o regiones dentro de los países.

## Factores culturales
La riqueza y la alfabetización tienen cierto efecto en la participación, pero no son medidas fiables. Hay países como Angola y Etiopía con una alta participación electoral desde hace tiempo, como también la tienen los países ricos de Europa. El Índice de Desarrollo Humano de Naciones Unidas muestra cierta correlación entre un nivel de vida elevado y alta participación electoral. La edad de una democracia es también importante, las elecciones requieren un nivel de implicación considerable de la población y hace falta algún tiempo para desarrollar el hábito cultural de votar y la comprensión y confianza en el proceso electoral asociadas al mismo. Este factor puede explicar por qué el nivel de participación en las nuevas democracias de Europa oriental y América Latina es menor. Parte del impulso al voto proviene de un sentido de deber cívico, que tarda tiempo y requiere ciertas condiciones sociales para desarrollarse. G. Bingham Powell elabora una lista con cuatro actitudes que tienen un efecto fuerte y positivo en la participación electoral, actitudes que cuesta décadas desarrollar:
- confianza en el gobierno, en el accionar;
- grado de identificación con los partidos en la población;
- interés en la política;
- creencia en la eficacia de votar.[12]

## Participación en los comicios españoles
El factor que mejor parece explicar las variaciones en la participación entre las diferentes elecciones generales es la expectativa de cambio. Así, las elecciones de continuidad (1979, 1986, 1989, 1993, 2000 y 2008) arrojan una participación media de 71,2% con la participación máxima de 76,4 en 1993, mientras que la inaugural y las de alternancia (1977, 1982, 1996 y 2004) una media de 78,3, con la mínima de 77,3 en 2004. Si bien las expectativas de alternancia tienen que ver con la competitividad electoral, no se puede establecer relación matemática directa entre participación y competitividad, dado que ésta considera solo los dos primeros partidos del sistema e ignora las diferentes distribuciones del voto en bloques ideológicos. Por eso, quizás, dicha correlación es prácticamente inexistente hasta 1989 y se hace cada vez más importante a partir de esos comicios: el sistema es cada vez más bipartidista y por eso la competitividad refleja de manera más fiel las posibilidades de relevo en el poder. Sin embargo, en las elecciones de 2015, el sistema bipartidista se rompe, con la irrupción de los llamados partidos emergentes Podemos y Ciudadanos. En esta convocatoria se da la menor participación, el 73,20%, en unas elecciones que se podrían calificar como de alternancia, a falta de que algún candidato obtenga la investidura o hayan de repetirse.
En las elecciones municipales la participación se sitúa claramente por debajo de las generales y además en una horquilla algo más reducida. Sus oscilaciones en ocasiones se pueden explicar con la influencia de la coyuntura estatal: la fatiga electoral en 1979, el cambio socialista de 1983, la coincidencia con las primeras europeas en 1987, la intensidad de la situación política en 1995 y 2003. Mucho más significativas son las correlaciones entre participación y el tamaño del municipio, aparte de que ambas están en una relación claramente inversa, en los núcleos de más de 50.000 habitantes las oscilaciones de unos comicios a otros son superiores, mostrando una sensibilidad mayor a los factores coyunturales (posiblemente por una mayor exposición mediática y la despersonalización de la política).
Las elecciones autonómicas muestran una evolución muy parecida (con una participación ligeramente superior), en términos agregados, a las municipales, demostrando la importancia de la coyuntura estatal. Las diferencias entre las CC.AA. son importantes: las más abstencionistas han sido Asturias, Canarias y Baleares, y las más participativas Extremadura y Castilla-La Mancha. Por otra parte, es significativo el resultado en las CC.AA. que se atienen al art. 151 CE: Andalucía, Cataluña, País Vasco y Galicia. Sus bajas participaciones señalan que el tirón que podría significar la transferencia de competencias (al convertir la comunidad autónoma en una institución de mayor relevancia) no compensan la fuerza de la simultaneidad con las convocatorias municipales en las demás CCAA. El País Vasco supera o iguala las medias estatales a partir de 1998 y Andalucía a partir de 1996. Galicia partía de unos niveles muy bajos pero a lo largo de los años 90 ha ido remontando el vuelo, quizás como consecuencia del ascenso del BNG que ha movilizado a votantes propios y ha obligado al PP y PSG a hacer lo mismo, hasta superar la media estatal en 2009. Cataluña, por el contrario, sigue arrojando resultados sistemáticamente por debajo de la media estatal. Salvo el caso catalán, se podría interpretar que la política autonómica viene teniendo una importancia creciente en estas Comunidades del art. 151 CE.
Por otra parte, la participación en elecciones europeas muestra unos niveles muy bajos (salvo en las inaugurales de 1987) y claramente influidos por la simultaneidad con las municipales y autonómicas en 1987 y 1999. Ello es reflejo del bajo grado de información que existe en el electorado sobre la importancia de las instituciones europeas y el déficit democrático de la construcción europea que limita fuertemente los poderes del legislativo comunitario. Aun así la participación española ha estado siempre por encima de la comunitaria, aunque en 2004 solo gracias a la ampliación de la UE a 25 (en los países recién incorporados solo hubo un 26% de participación). España también se inscribe en la tendencia descendente general: la participación europea ha bajado una convocatoria tras otra, perdiendo más de 18 puntos desde 1979, con la bajada más pronunciada entre 1994 y 1999.
El cuadro general de la participación en España es de bastante estabilidad, con picos en las generales que dieron lugar a relevos en el poder (1977, 1982, 1996 y 2004) y fuertes depresiones que marcan las convocatorias europeas a partir de 1989.